# 아칼라 사미어

아칼라 사미어는 사멸한 언어로, 러시아에서 사용되었던 사미어 중 하나이다. 